# Triquet Island
Triquet Island est une petite île de Colombie-Britannique dans le district régional de Central Coast. Sa superficie est de 1,4 km2. 
En avril 2017, il est publié que des traces d'occupation humaine y ont été trouvées datant de 14 000 ans.